# Selter & Weinert

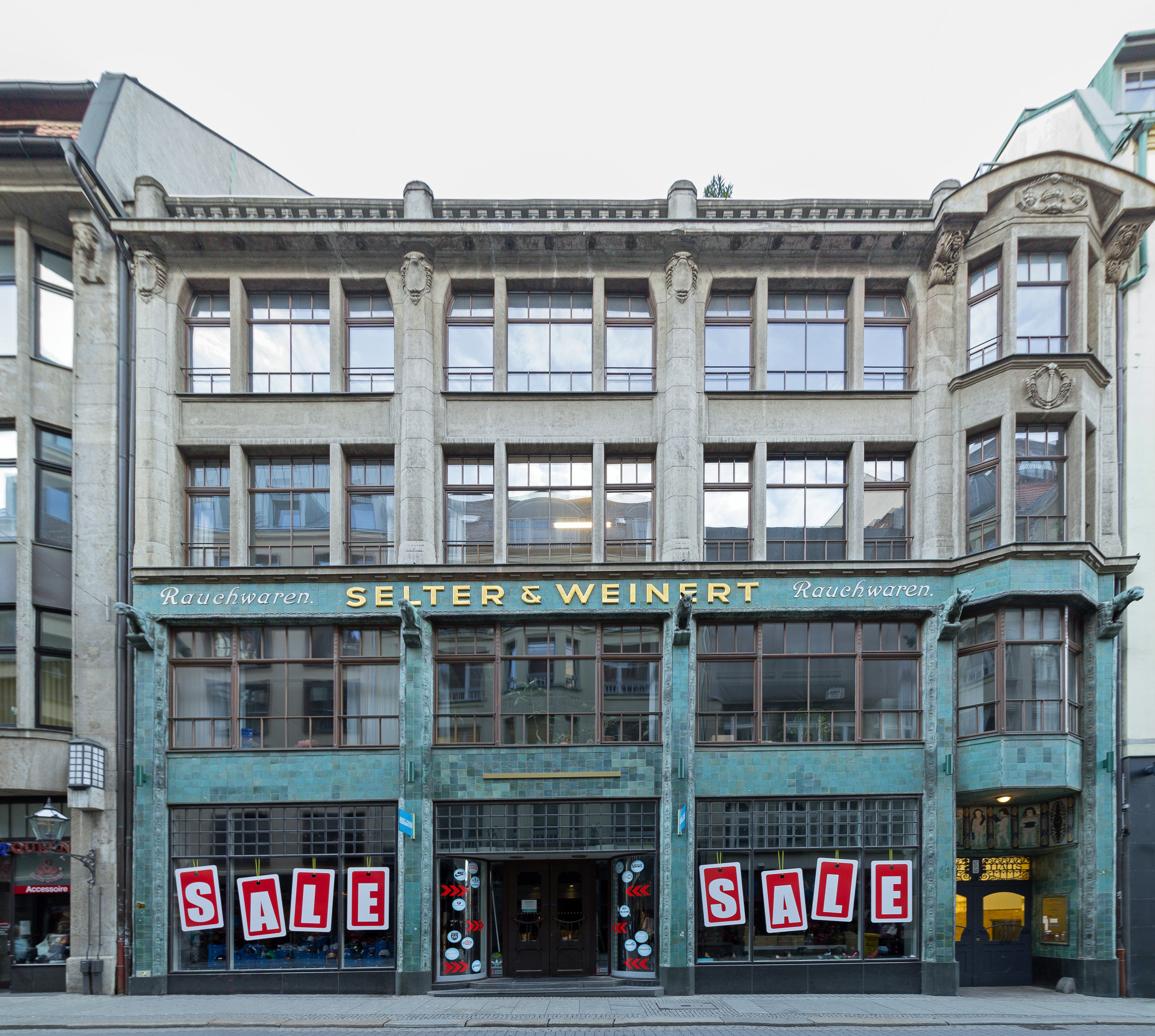
„Selters Haus“, ehemaliges Geschäftshaus Selter & Weinert (2015)

Die Rauchwarengroßhandlung Selter & Weinert entstand aus der Geschäftsgründung des Rauchwarenhändlers Martin Bromberg in Hamburg, der auch eine Zweigstelle im Welthandelszentrum für Pelzfelle, dem Leipziger Brühl, eröffnete. Dort wurde das Pelzhandelsunternehmen noch zu Brombergs Lebzeiten zu „den ersten des Brühl zugezählt“.

## Firmengeschichte

### M. Bromberg & Co. Nachfolger

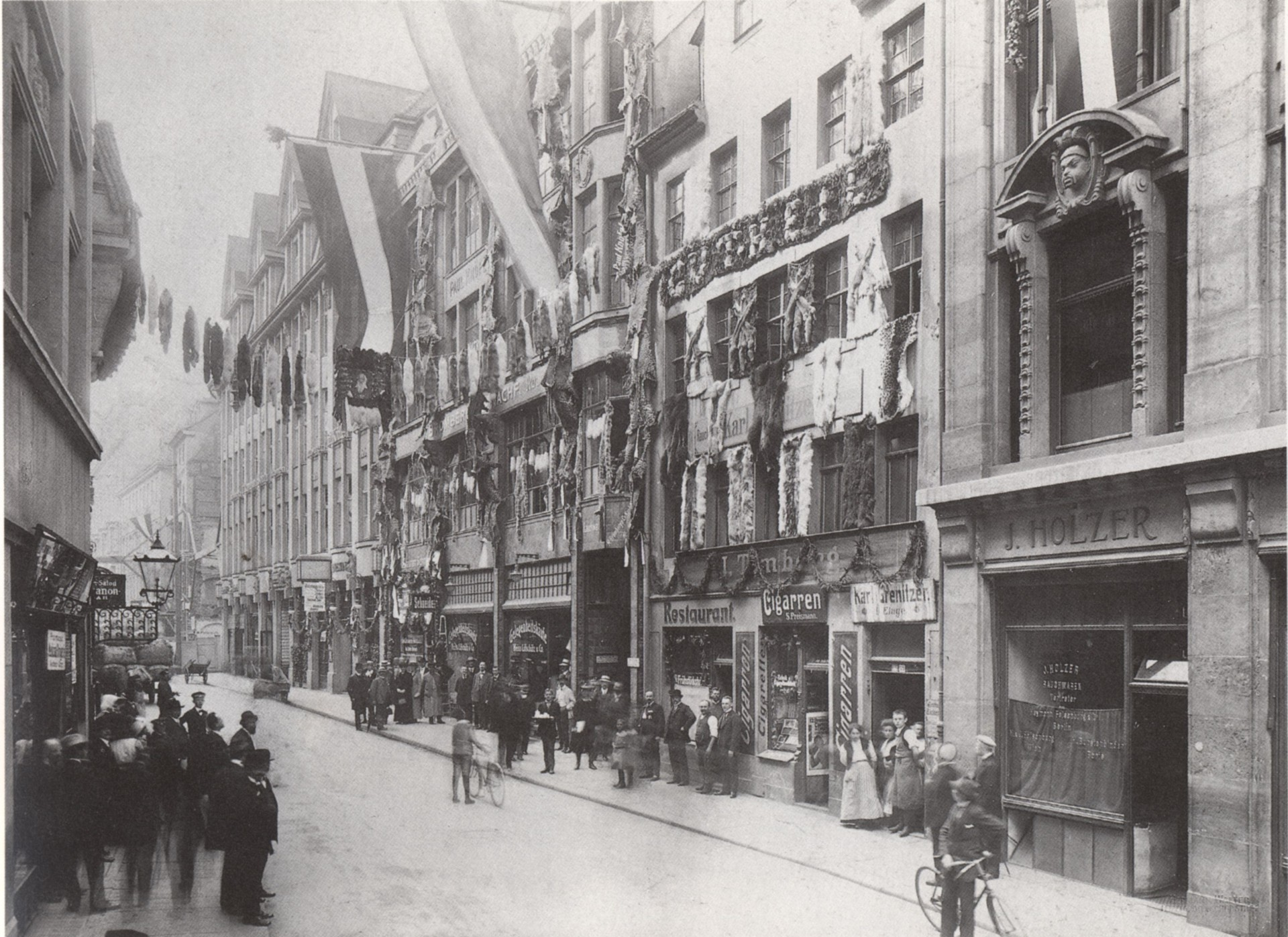
Pelzgeschmücktes Geschäftshaus M. Bromberg Nachf. (zwischen den Fahnen das aus besonderem Anlass fellgeschmückte Gebäude, 1913)

Im Jahr 1837 eröffnete Martin Bromberg unter dem Firmeneintrag M. Bromberg in Hamburg, Alter Steinweg 62 (adressgleich mit Wiener u. Pariser Mützenfabrik) eine Rauchwarenhandlung en gros, spätere Adresse Kaiser-Wilhelm-Straße 70 sowie M. Bromberg & Co., Export, Alsterdamm 16/19, Inhaber M. und B. M. Bromberg und Fr. Cremer. Hinzu kam 1874 eine wichtige Zweigstelle im Pelzzentrum Leipzig. Später trat sein Sohn als Gesellschafter ein. Als der Sohn um 1906 aus der Firma ausschied und ein Gesellschafter eintrat, wurde sie in M. Bromberg & Co. Nachfolger umbenannt.
Im Jahr 1914 inserierte das Unternehmen in einer amerikanischen Fachzeitschrift, dass es, neben dem Sitz in Leipzig auf der Nikolaistraße 47–51, Zweigstellen im Londoner Pelzviertel, in Paris, Brüssel und Berlin unterhält. Angeboten wurden als Spezialitäten zugerichtete patagonische Kitfuchsfelle, auch auf Silberfuchs gefärbt, auf Sealskin veredelte Bisam als Felle oder als Streifen, Weißfüchse als Rohfell oder zugerichtet sowie russische und deutsche Iltisfelle, ebenfalls roh oder zugerichtet.
Im Jahr 1920 gründeten Leipziger Rauchwarenhändler die „Deutsche Versuchszüchterei edler Pelztiere G.m.b.H. & Co.“, später umbenannt in „Deutsche Gesellschaft für Kleintier- und Pelztierzucht G.m.b.H. & Co“, um eine Versuchsfarm für die Silberfuchszucht zu errichten. M. Bromberg & Co. Nachfolger gehörte neben anderen prominenten Rauchwarenfirmen mit der allgemeinen Einlage von jeweils 30.000 Mark – es war die Zeit der beginnenden Hyperinflation – zu den Gründungsmitgliedern. Die Silberfuchsfarm Hirschegg-Riezlern in Hirschegg im Kleinwalsertal in den Allgäuer Alpen war als Musterfarm gleichzeitig der erste mitteleuropäische Zuchtbetrieb für Silberfüchse.
Als die Leipziger Fellhändler 1922 eine Auktionsgesellschaft gründeten, beteiligte sich die M. Bromberg & Co. Nachfolger mit einem wohl kleineren Betrag. Im Jahr 1930 übernahm Bromberg mit Julius Ariowitsch für 2 Millionen Mark Anteile an der chinesischen Pelzhandelsgesellschaft Siberian Fur Trading Company.
Verzeichnet war 1938 noch ein Abraham Bromberg auf der Ritterstraße 23–29, die Firma wurde 1882 von ihm gegründet. Die allermeisten jüdischen Rauchwarenhandlungen hatten jedoch inzwischen dem Druck des Nationalsozialismus nachgegeben und ihre Betriebe geschlossen, zum großen Teil waren die Inhaber ausgewandert.

### Selter & Weinert

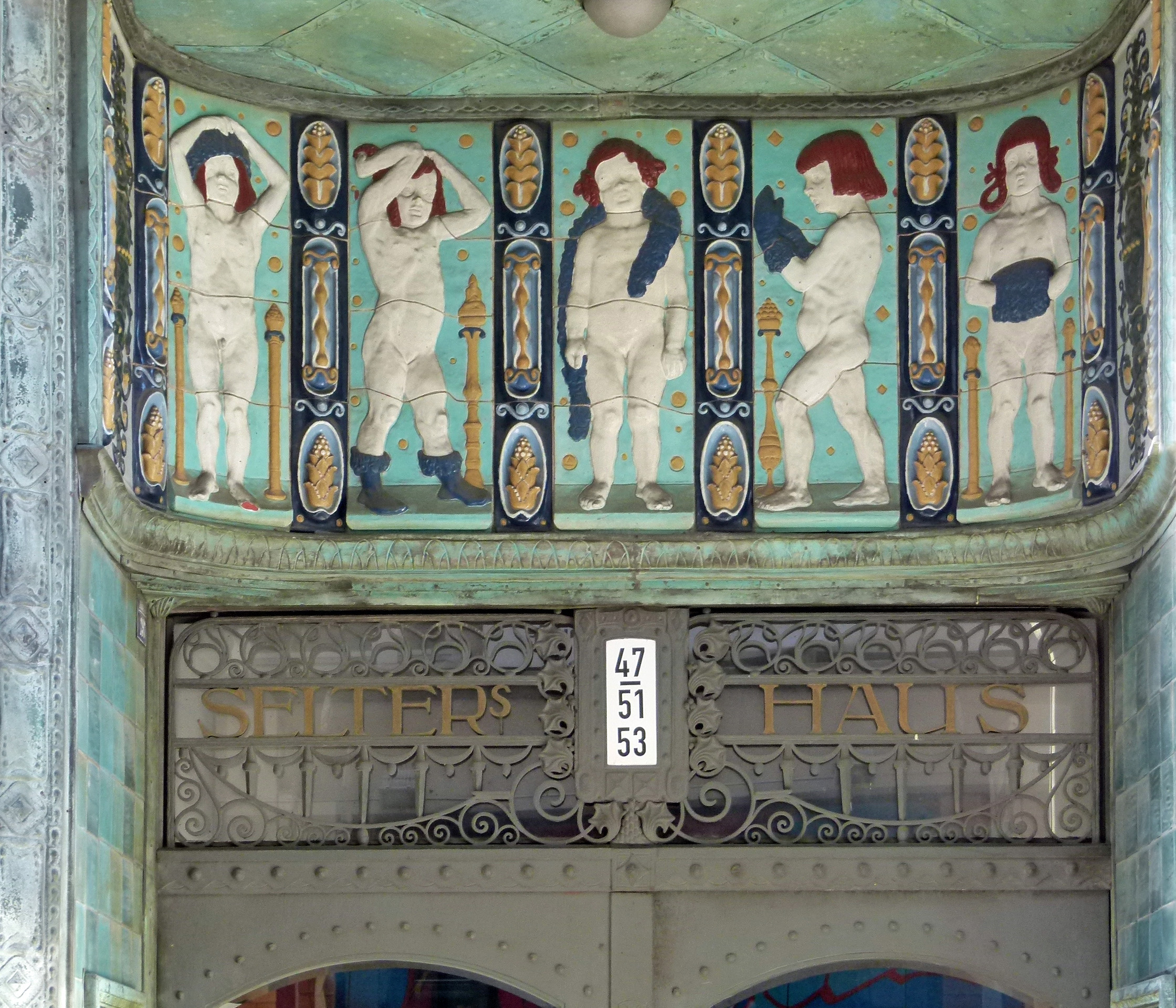
Bilderfries am Eingang von Selters Haus (2012)

Mit dem Tod von Martin Bromberg hatte Alfred Selter (1864–1948) die Firma übernommen und sie erfolgreich weitergeführt. Später nahm er Carl Weinert als Teilhaber in sein Geschäft auf. Dieser kam aus der bedeutenden Pelzkommissionsfirma Schmaltz & Weinert, die jahrzehntelang die renommierte Firma H. Wolff in Berlin vertrat. Sein Vater, Mitinhaber der 1922 aufgelösten Firma Schmaltz & Weinert, war zuvor verstorben und Herr Schmaltz hatte sich schon lange aus der Leitung des Unternehmens zurückgezogen. 1919 wurde die Firma Selter umbenannt in Selter & Weinert, Rauchwaren. Um 1940 heiratete Carl Weinert die Tochter von Alfred Selter, zusammen mit seinem Schwager Kurt Selter führte er die Firma weiter.
Selter machte sich auch um die organisatorische Vertretung des Pelzhandels verdient. Auf seine Initiative hin schlossen sich 1908 die Leipziger Rauchwaren-Großhändler, -Kommissionäre und -Makler zum Verband der Leipziger Rauchwarenfirmen e. V. zusammen, aus dem 1921 der Reichsverband der deutschen Rauchwarenfirmen e. V. mit Sitz in Leipzig hervorging, dessen Vorsitzender Selter war. Auch Carl Weinert wurde, wie vorher sein Schwiegervater, Vorsitzender im Reichsverband.
Selter war Aufsichtsratsvorsitzender der Rauchwaren-Lagerhaus GmbH, eines Gemeinschaftsunternehmens von mehr als vierzig Rauchwarenhändlern am Brühl und hatte den Titel eines Kaiserlich Japanischen Konsuls. In der Leipziger Nordvorstadt, Springerstraße 6, besaß er eine 1909 vom Leipziger Architekten Otto Paul Burghardt errichtete Villa.
Nach dem Krieg wurde der Betrieb bereits 1946 enteignet, drei Jahre vor der Gründung der DDR. Im Geschäftshaus befand sich neben anfangs noch diversen weiteren Rauchwarenfirmen nun die Deutsche Handelszentrale Textil, Niederlassung Rauchwaren, später der VEB Pelzhandel am Brühl. Nach der Wiedervereinigung, ab 1990, wurden die Erben von Alfred Selter und Carl Weinert wieder Hauseigentümer.
Kurt Selter ist als Rauchwarenhändler spätestens im Pelzfachverzeichnis des Jahres 1953 im neu entstandenen Pelzhandelszentrum Niddastraße in Frankfurt am Main im Biberhaus, Niddastraße 56/58 erstmals eingetragen, noch nicht 1950. Noch 1967 verzeichnet, ist er spätestens 1973 dort nicht mehr vermerkt.